# Gylippus lamelliger
Espèce
Gylippus lamelliger est une espèce de solifuges de la famille des Gylippidae.

## Distribution
Cette espèce se rencontre vers sur à Kazakhstan, en Ouzbékistan, au Turkménistan et en Iran.

## Description
Le mâle holotype mesure 19 mm.
Le mâle décrit par Roewer en 1933 mesure 20 mm et la femelle 28 mm.

## Publication originale
- Birula, 1906 : Neue Solifugen. Zoologischer Anzeiger, vol. 30, p. 24–28 (texte intégral).